# Wereldkampioenschappen schaatsen afstanden 2023
De wereldkampioenschappen schaatsen afstanden 2023 werden gehouden van donderdag 2 tot en met zondag 5 maart 2023 in de ijshal Thialf in Heerenveen, Nederland. Het was de 22e editie van de WK afstanden en na de edities van 1999, 2012, 2015 en 2021 de vijfde WK afstanden in Heerenveen. Thialf is hiermee de eerste ijsbaan die de afstandskampioenschappen voor de vijfde keer organiseert.
Er werd om zestien wereldtitels gestreden, zowel acht bij de mannen als bij de vrouwen. Nederland won zeven keer goud, 7 keer zilver en drie bronzen medailles. België veroverde één gouden en één bronzen medaille.

## Toewijzing
De volgende plaatsen/ijsbanen hebben een bid ingediend om het WK afstanden 2023 te mogen organiseren:
| Land             | Plaats              | IJsbaan                       | Datum               |
| ---------------- | ------------------- | ----------------------------- | ------------------- |
| Canada           | Calgary             | Olympic Oval                  | 23-26 februari 2023 |
| Nederland        | Heerenveen          | Thialf                        | 2-5 maart 2023      |
| Polen            | Tomaszów Mazowiecki | Ice Arena Tomaszów Mazowiecki | 2-5 maart 2023      |
| Verenigde Staten | Salt Lake City      | Utah Olympic Oval             | 2-5 maart 2023      |

Op 20 oktober 2020 heeft de ISU bekendgemaakt dat het WK afstanden 2023 is toegewezen aan Heerenveen, Nederland.

## Podiumplaatsen

### Mannen
| Onderdeel                    | Goud                                                               | Goud      | Zilver                                                    | Zilver    | Brons                                                                | Brons     |
| ---------------------------- | ------------------------------------------------------------------ | --------- | --------------------------------------------------------- | --------- | -------------------------------------------------------------------- | --------- |
| 500 m Details                | Jordan Stolz Verenigde Staten                                      | 34,10     | Laurent Dubreuil Canada                                   | 34,46     | Wataru Morishige Japan                                               | 34,48     |
| 1000 m Details               | Jordan Stolz Verenigde Staten                                      | 1.07,11   | Thomas Krol Nederland                                     | 1.07,78   | Cornelius Kersten Verenigd Koninkrijk                                | 1.08,02   |
| 1500 m Details               | Jordan Stolz Verenigde Staten                                      | 1.43,59   | Kjeld Nuis Nederland                                      | 1.43,82   | Thomas Krol Nederland                                                | 1.44,30   |
| 5000 m Details               | Patrick Roest Nederland                                            | 6.08,94   | Davide Ghiotto Italië                                     | 6.11,12   | Bart Swings België                                                   | 6.13,06   |
| 10.000 m Details             | Davide Ghiotto Italië                                              | 12.41,35  | Jorrit Bergsma Nederland                                  | 12.55,64  | Ted-Jan Bloemen Canada                                               | 13.01,84  |
| Massastart Details           | Bart Swings België                                                 | 60 punten | Bart Hoolwerf Nederland                                   | 40 punten | Andrea Giovannini Italië                                             | 23 punten |
| Ploegenachtervolging Details | Nederland Marcel Bosker Patrick Roest Beau Snellink                | 3.38,26   | Canada Antoine Gélinas-Beaulieu Connor Howe Hayden Mayeur | 3.38,43   | Noorwegen Allan Dahl Johansson Peder Kongshaug Sverre Lunde Pedersen | 3.40,93   |
| Teamsprint Details           | Canada Laurent Dubreuil Christopher Fiola Antoine Gélinas-Beaulieu | 1.19,26   | Nederland Wesly Dijs Hein Otterspeer Merijn Scheperkamp   | 1.19,67   | Noorwegen Håvard Lorentzen Bjørn Magnussen Christoffer Fagerli Rukke | 1.19,80   |

### Vrouwen
| Onderdeel                    | Goud                                                     | Goud              | Zilver                                                   | Zilver            | Brons                                                        | Brons             |
| ---------------------------- | -------------------------------------------------------- | ----------------- | -------------------------------------------------------- | ----------------- | ------------------------------------------------------------ | ----------------- |
| 500 m Details                | Femke Kok Nederland                                      | 37,28             | Vanessa Herzog Oostenrijk                                | 37,33             | Jutta Leerdam Nederland                                      | 37,54             |
| 1000 m Details               | Jutta Leerdam Nederland                                  | 1.13,03           | Antoinette Rijpma-de Jong Nederland                      | 1.14,26           | Miho Takagi Japan                                            | 1.14,37           |
| 1500 m Details               | Antoinette Rijpma-de Jong Nederland                      | 1.53,54           | Ragne Wiklund Noorwegen                                  | 1.54,30           | Miho Takagi Japan                                            | 1.54,39           |
| 3000 m Details               | Ragne Wiklund Noorwegen                                  | 3.56,86           | Irene Schouten Nederland                                 | 3.57,40           | Martina Sáblíková Tsjechië                                   | 3.58,35           |
| 5000 m Details               | Irene Schouten Nederland                                 | 6.41,25 BR        | Ragne Wiklund Noorwegen                                  | 6.46,15           | Martina Sáblíková Tsjechië                                   | 6.47,78           |
| Massastart Details           | Marijke Groenewoud Nederland                             | 66 punten 8.19,36 | Ivanie Blondin Canada                                    | 40 punten 8.34,19 | Irene Schouten Nederland                                     | 22 punten 8.34,37 |
| Ploegenachtervolging Details | Canada Ivanie Blondin Valérie Maltais Isabelle Weidemann | 2.54,58           | Japan Momoka Horikawa Sumire Kikuchi Ayano Sato          | 2.57,30           | Verenigde Staten Giorgia Birkeland Brittany Bowe Mia Kilburg | 3.00,39           |
| Teamsprint Details           | Canada Ivanie Blondin Carolina Hiller Brooklyn McDougall | 1.26,29           | Verenigde Staten McKenzie Browne Erin Jackson Kimi Goetz | 1.26,58           | China Jin Jingzhu Li Qishi Zhang Lina                        | 1.27,86           |

### Medailleklassement
| Plaats | Land                | Goud | Zilver | Brons | Totaal |
| 1      | Nederland           | 7    | 7      | 3     | 17     |
| 2      | Canada              | 3    | 3      | 1     | 7      |
| 3      | Verenigde Staten    | 3    | 1      | 1     | 5      |
| 4      | Noorwegen           | 1    | 2      | 2     | 5      |
| 5      | Italië              | 1    | 1      | 1     | 3      |
| 6      | België              | 1    | 0      | 1     | 2      |
| 7      | Japan               | 0    | 1      | 3     | 4      |
| 8      | Oostenrijk          | 0    | 1      | 0     | 1      |
| 9      | Tsjechië            | 0    | 0      | 2     | 2      |
| 10     | China               | 0    | 0      | 1     | 1      |
| 10     | Verenigd Koninkrijk | 0    | 0      | 1     | 1      |
| Totaal | Totaal              | 16   | 16     | 16    | 48     |

## Klasseringen Belgische deelnemers
| Naam          | 1000m | 1500m | 5000m | Massastart |
| ------------- | ----- | ----- | ----- | ---------- |
| Mathias Vosté | 8e    |       |       |            |
| Bart Swings   |       | 6e    | Brons | Goud       |
| Naam          | 1000m | 1500m | 3000m | Massastart |
| Sandrine Tas  |       |       | 17e   | 6e         |

## Klasseringen Nederlandse deelnemers
| Naam                      | 500m  | 1000m  | 1500m  | 5000m  | 10.000m | Massastart | Ploegenachtervolging | Teamsprint |
| ------------------------- | ----- | ------ | ------ | ------ | ------- | ---------- | -------------------- | ---------- |
| Merijn Scheperkamp        | 5e    |        |        |        |         |            |                      | Zilver     |
| Hein Otterspeer           | 6e    | 6e     |        |        |         |            |                      | Zilver     |
| Dai Dai N'tab             | 7e    |        |        |        |         |            |                      |            |
| Thomas Krol               |       | Zilver | Brons  |        |         |            |                      |            |
| Kjeld Nuis                |       | 4e     | Zilver |        |         |            |                      |            |
| Wesly Dijs                |       |        | 4e     |        |         |            |                      | Zilver     |
| Patrick Roest             |       |        |        | Goud   | 4e      |            | Goud                 |            |
| Jorrit Bergsma            |       |        |        | 4e     | Zilver  | 5e         |                      |            |
| Marcel Bosker             |       |        |        | 5e     |         |            | Goud                 |            |
| Bart Hoolwerf             |       |        |        |        |         | Zilver     |                      |            |
| Beau Snellink             |       |        |        |        |         |            | Goud                 |            |
| Naam                      | 500m  | 1000m  | 1500m  | 3000m  | 5000m   | Massastart | Ploegenachtervolging | Teamsprint |
| Femke Kok                 | Goud  |        |        |        |         |            |                      |            |
| Jutta Leerdam             | Brons | Goud   | 7e     |        |         |            |                      |            |
| Michelle de Jong          | 7e    | 10e    |        |        |         |            |                      | 5e         |
| Antoinette Rijpma-de Jong |       | Zilver | Goud   | 7e     |         |            |                      |            |
| Marijke Groenewoud        |       |        | 5e     |        |         | Goud       | DQ                   |            |
| Irene Schouten            |       |        |        | Zilver | Goud    | Brons      | DQ                   |            |
| Joy Beune                 |       |        |        | 4e     |         |            | DQ                   |            |
| Sanne in 't Hof           |       |        |        |        | 5e      |            |                      |            |
| Marrit Fledderus          |       |        |        |        |         |            |                      | 5e         |
| Isabel Grevelt            |       |        |        |        |         |            |                      | 5e         |